# T. J. Williams
Timeric D. "T.J." Williams (Pflugerville, Texas, 26 de octubre de 1994) es un jugador de baloncesto estadounidense que actualmente pertenece a la plantilla de Maccabi Rishon LeZion de la Ligat Winner. Con 1,91 metros de altura juega en la posición de base.

## Trayectoria

### Universidad
Jugó cuatro temporadas con los Northeastern Huskies de la Universidad del Nordeste, en las que promedió 11,2 puntos, 3,2 rebotes y 3,3 asistencias por partido. Fue elegido en 2014 en el mejor quinteto de rookies de la Colonial Athletic Association, y en su última temporada Jugador del Año de la conferencia.

### Profesional
Tras no ser elegido en el Draft de la NBA de 2017, se incorporó a la pretemporada de los Charlotte Hornets, pero fue finalmente descartado, pasando a formar parte del filial de la G League, los Greensboro Swarm.
En agosto de 2020, se compromete con el Vanoli Cremona de la Lega Basket Serie A, la primera categoría del baloncesto italiano.
El 9 de agosto de 2021, firma por el Maccabi Rishon LeZion de la Ligat Winner.